# William Parker Caldwell

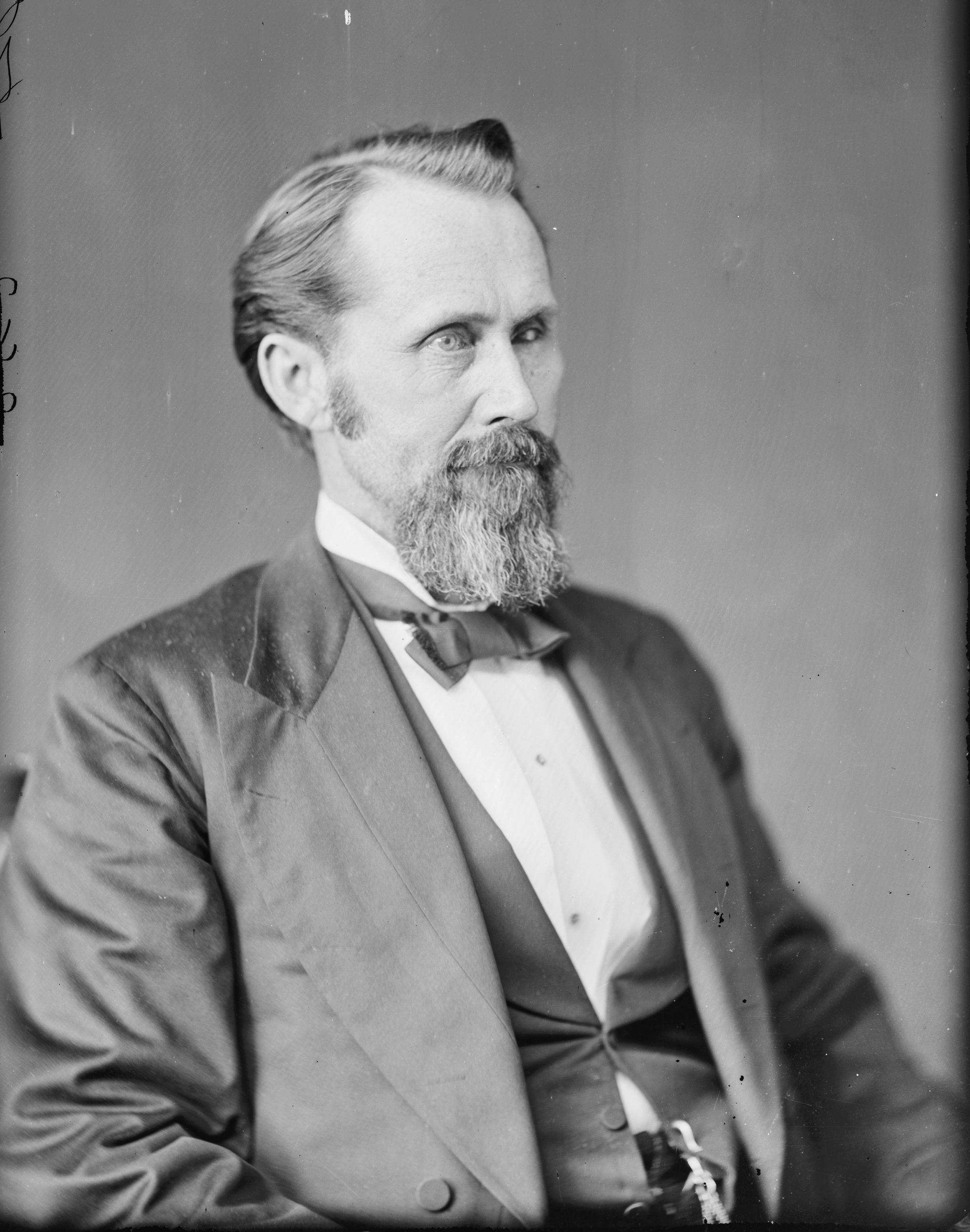
William Parker Caldwell

William Parker Caldwell (* 8. November 1832 in Christmasville, Carroll County, Tennessee; † 7. Juni 1903 in Gardner, Tennessee) war ein US-amerikanischer Politiker. Zwischen 1875 und 1879 vertrat er den Bundesstaat Tennessee im US-Repräsentantenhaus.

## Werdegang
William Caldwell besuchte die Schulen in McLemoresville und in Princeton (Kentucky). Nach einem anschließenden Jurastudium an der Cumberland University in Lebanon und seiner im Jahr 1853 erfolgten Zulassung als Rechtsanwalt begann er in Dresden und Union City zu praktizieren. Caldwell war Mitglied der Demokratischen Partei. Zwischen 1857 und 1859 saß er als Abgeordneter im Repräsentantenhaus von Tennessee. Bei den Präsidentschaftswahlen von 1860 war er Wahlmann für den unterlegenen demokratischen Kandidaten Stephen A. Douglas. Im Jahr 1868 nahm Caldwell als Delegierter an der Democratic National Convention in New York teil, auf der Horatio Seymour als Präsidentschaftskandidat nominiert wurde.
Bei den Kongresswahlen des Jahres 1874 wurde er im neunten Wahlbezirk von Tennessee in das US-Repräsentantenhaus in Washington, D.C. gewählt, wo er am 4. März 1875 die Nachfolge des Republikaners Barbour Lewis antrat. Nach einer Wiederwahl konnte er bis zum 3. März 1879 zwei Legislaturperioden im Kongress absolvieren. 1878 verzichtete Caldwell auf eine erneute Kongresskandidatur. In den folgenden Jahren praktizierte er in Gardner als Rechtsanwalt. Zwischen 1891 und 1893 gehörte er dem Senat von Tennessee an. Er starb am 7. Juni 1903 in Gardner. Caldwell war Sklavenhalter.